# Pentti Kokkonen
Pentti Juhani Kokkonen (Jämsä, 15 dicembre 1955) è un ex saltatore con gli sci finlandese, vincitore del Torneo dei quattro trampolini nel 1979.

## Biografia
Debuttò in campo internazionale in occasione della tappa del Torneo dei quattro trampolini di Oberstdorf del 30 dicembre 1976 (44°). In Coppa del Mondo esordì il 30 dicembre 1979 a Oberstdorf (90°) e ottenne il primo podio il 25 gennaio 1981 a Engelberg (3°).
In carriera prese parte a due edizioni dei Giochi olimpici invernali, Lake Placid 1980 (5° nel trampolino normale, 12° nel trampolino lungo) e Sarajevo 1984 (12° nel trampolino normale, 14° nel trampolino lungo) e a quattro dei Campionati mondiali, vincendo tre medaglie. Partecipò anche alla gara a squadre sperimentale ai Mondiali di Lahti 1978, nella quale il quartetto finlandese - composto anche da Jari Puikkonen, Jouko Törmänen e Tapio Räisänen - si classificò secondo.

## Palmarès

### Mondiali
- 3 medaglie:
  - 2 ori (gara a squadre a Sarajevo/Rovaniemi/Engelberg 1984; gara a squadre a Seefeld in Tirol 1985)
  - 1 bronzo (gara a squadre a Oslo 1982)

### Coppa del Mondo
- Miglior piazzamento in classifica generale: 7º nel 1983
- 7 podi (tutti individuali):
  - 2 secondi posti
  - 5 terzi posti

### Torneo dei quattro trampolini
- Vincitore del Torneo dei quattro trampolini nel 1979
- 4 podi di tappa:
  - 2 vittorie
  - 2 terzi posti

#### Torneo dei quattro trampolini - vittorie di tappa
| Data           | Località      | Nazione | Trampolino         |
| -------------- | ------------- | ------- | ------------------ |
| 4 gennaio 1979 | Innsbruck     | Austria | Bergisel           |
| 6 gennaio 1979 | Bischofshofen | Austria | Paul Ausserleitner |